# Thomas Klestil
Thomas Klestil (n. 4 noiembrie 1932, Viena, Republica Austriacă – d. 6 iulie 2004, Viena, Austria) a fost un diplomat și politician austriac. A fost președintele Austriei din 8 iulie 1992 până la 6 iulie 2004 (2 mandate a câte 6 ani) din partea Partidului Popular Austriac.